# Maison des Arbalétriers (Saint-Denis)
La Maison des Arbalétriers est construite au XIXe siècle à Saint-Denis, en Seine-Saint-Denis. Elle est située 9 rue Auguste-Blanqui.

## Historique
Rodolphe Ebinger, ancien ouvrier d'Oberkampf, crée en 1772 une manufacture  confection de toiles peintes. Nécessitant la proximité d'une eau abondante pour les opérations  de lavage, d'apprêtage, d'impression et des locaux spacieux, elle est établie en bordure du Croult. À la Révolution, le fabricant acquiert un jardin attenant à l'ancienne manufacture de cuir pour y construire un séchoir, appelé par la suite « Maison des Arbalétriers ». Réhabilité en 1985, il est le seul vestige de cette activité. Édifié en charpente, Le séchoir est constitué d'une pièce unique haute de 9,5 mètres. Des abats-vents, assemblés entre les poteaux, et le fort débord du toit assuraient l'aération du local. Son espace est maintenant occupé par un café-restaurant.